# Mahmoud Bey (football)
Ne doit pas être confondu avec Mahmoud Bey.
Mahmoud Bey (en arabe : محمود باي) est un footballeur algérien né le 11 octobre 1988 à Alger. Il évoluait au poste d'allier droit.

## Biographie
Il évolue en première division algérienne avec son club formateur, le CR Belouizdad, avec lequel il a remporté la coupe d'Algérie en 2009. Il dispute 53 matchs en inscrivant trois buts en Ligue 1.

## Palmarès
CR Belouizdad
- Coupe d'Algérie (1) :
  - Vainqueur : 2008-09.